# Men trộn màu
Men màu hay men trộn màu (tiếng Anh: color glaze) là loại men trộn với chất tạo màu rồi đem nung. Khi nóng chảy các hạt màu phân tán đều trong men tạo nên màu của men. Như vậy chất tạo màu hay còn gọi là bột màu chịu nhiệt là nhân tố quyết định đến màu men. Ngày nay chất tạo màu chịu nhiệt độ rất cao được nhiều công ty lớn trên thế giới sản xuất và phân phối rộng rãi. Chính vì tính chất khá ổn định trong sản xuất đã khiến cho men trộn màu được sử dụng phổ biến. Men trộn màu không được xếp vào loại men quý giá.